# Malé Hoste
Malé Hoste és un poble i municipi d'Eslovàquia que es troba a la regió de Trenčín. La primera menció escrita de la vila es remunta al 1329.

## Demografia
| Godina             | 1994 | 2004   | 2014   | 2024   |
| ------------------ | ---- | ------ | ------ | ------ |
| Nombre de persones | 434  | 449    | 416    | 403    |
| Diferència         |      | +3,45% | −7,34% | −3,12% |

| Godina             | 2023 | 2024   |
| ------------------ | ---- | ------ |
| Nombre de persones | 402  | 403    |
| Diferència         |      | +0,24% |